# Bonprix
bonprix - компанія, що спеціалізується на торгівлі модним одягом та аксесуарами. Є дочірньою компанією Otto Group. Асортимент bonprix включає в себе жіночий, чоловічий та дитячий одяг, а також домашній текстиль та аксесуари. Штат компанії налічує 3000 співробітників по всьому світу.

## Історія компанії
Компанію bonprix було засновано 1986 року Хансом-Йоахімом Мундтом та Міхаелем Неве. 1988 року до складу ради директорів увійшов Йозеф Теекен. 1989 року товарообіг компанії вперше перевищив 1 млн німецьких марок. За кілька тижнів після початку діяльності bonprix випустив перший каталог. Він складався всього з 32 сторінок — сьогодні bonprix випускає каталоги об'ємом понад 200 сторінок.
1997 року було відкрито перший інтернет-магазин bonprix. На сьогоднішній день понад половини замовлень здійснюється онлайн. З 1999 року починають відкриватися магазини роздрібної торгівлі bonprix — спочатку у північній Німеччині. Компанія має понад 70 магазинів в Німеччині і понад 30 у Австрії, Швейцарії та Італії.
На українському ринку інтернет-магазин компанії працює з 2008 року.[джерело?]
З кінця 90-х років bonprix розвиває стратегію багатоканальних продажів. Наявні чотири канали діяльності bonprix: e-commerce, каталог, мережа роздрібних магазинів і телемагазин. Сьогодні компанія налічує 30 мільйонів клієнтів у 29 країнах світу, у тому числі 9,5 млн клієнтів у Німеччині, де інтернет-магазин bonprix входить до десятки найбільших інтернет-магазинів. Обіг bonprix у 2015—2016 роках склав 1,432 млрд євро, завдяки чому компанія стала однією з найбільш успішних компаній групи Otto.